# HAM 308
Die HAM 308 war ein niederländisches Baggerschiff vom Typ eines Hopperbaggers. Sie kollidierte 1971 in der Jademündung mit einem Tanker und sank, wobei sieben Menschen ums Leben kamen.

## Kollision 1971
Die HAM 308 war 1971 zum Ausbaggern des Jadefahrwassers eingesetzt, das seit 1970 vertieft wurde, um Tankern größeren Tiefgangs das Anlaufen der Wilhelmshavener Häfen zu ermöglichen. Am Morgen des 19. August kam es östlich von Minsener Oog bei guter Sicht und ruhigem Wetter zur Kollision mit dem mit 26.376 BRZ vermessenen norwegischen Tanker Polycastle, der teilbeladen mit Öl auf dem Weg von Wilhelmshaven nach Hamburg war. Um 8.40 Uhr wurde ein Notruf abgesetzt. Die HAM 308 sank nach der Kollision binnen weniger Minuten. An Bord befanden sich 30 Personen, darunter neben den Besatzungsmitgliedern Angehörige der Bauaufsicht und Taucher aus Wilhelmshaven. Mehrere Schiffe und SAR-Hubschrauber bargen einen Schwerverletzten und 22 unverletzte Überlebende. Zwei Personen wurden bei der Kollision getötet, fünf zunächst vermisst. Sie wurden später tot an Bord gefunden.
Die Bergung des Schiffes erwies sich wegen des Wetters und der starken Strömungen als schwierig und zog sich bis in die zweite Oktoberhälfte 1971 hin. Mit Hilfe mehrerer Schwimmkräne gelang es zunächst, die HAM 308 auf eine Sandbank zu ziehen. Am 25. Oktober 1971 wurde das Schiff nach Wilhelmshaven geschleppt und am 10. November im dortigen Marinearsenal gedockt. Dabei wurde ein Loch von 7 m × 10 m in der Außenhaut festgestellt.
Der genaue Hergang der Kollision konnte in der Seeamtsverhandlung nicht geklärt werden. Am 13. Dezember 1971 befand das Seeamt Bremerhaven die Führung des Baggers für schuldig an der Kollision, ohne einzelne Personen zu belasten. Außerdem wurde beanstandet, dass der Lotse des Tankers keinen Funkkontakt mit dem Bagger aufgenommen hatte.

## Verbleib
Nach der Bergung wurde die HAM 308 in die Niederlande geschleppt, dort repariert und wieder in Betrieb genommen. 
Das Schiff wurde am 25. Februar 1993 in Hongkong durch die Explosion einer angesaugten 500-lbs-Bombe so schwer beschädigt, dass es zum Totalverlust erklärt wurde. Das Wrack wurde im Dezember 1993 im chinesischen Xinhui verschrottet.